# 山名勝豊
山名 勝豊（やまな かつとよ）は室町時代の武将。山名氏の一族で因幡山名氏当主。山名宗全の3男で山名熙貴の養子となった（異説あり）。「勝」の字は7代将軍足利義勝より偏諱を賜ったものと思われる。

## 生涯
因幡山名氏は勝豊の代に、本拠を二上山城から布勢天神山城へ移したという。天神山城は勝豊が築城したとされる城（但し伝えられる築城年には勝豊は既に没していたという指摘がある）で、以後百年間にわたって因幡山名氏の居城となった。
しかしながら、実際の業績や活動については一次史料など確実な史料での裏付けが乏しく、謎の多い人物である。加えて、文安元年（1444年）12月頃までは山名熙高が守護職に在任していたことが判明している。享徳元年11月10日、赤痢にて死去。享年二十歳。（『師郷記』享徳元年11月10日条）
この他にも『応仁記』にみえる「布施左衛門佐」についても従来では勝豊を指すものとされていたが、同時に「山名相模守（教之）の一族」であると記していることから、現在では伯耆山名氏出身の山名豊氏を指していると考えられている（参考・『新編岩美町誌　上巻』）。